# 小行星148209
2000 CR105是一顆外海王星天體，也是繼小行星90377「塞德娜」及已定義為矮行星的鬩神星外，距離太陽第三遠的系內已知天體。該天體以極橢圓的軌道圍繞太陽公轉，其週期為3240年，平均日距為219天文單位，近日點及遠日點分別為44及394 AU，軌道傾角22.75°。
這顆天體的直徑約為265公里，相信不會被列入「矮行星」的名單當中。
與「塞德娜」小行星一樣，它有別於一般的黃道離散天體，在於它通過近日點位置時，並不會受到海王星引力的影響，因而被界定為獨立天體。這些天體為何會距離太陽相當遠，至今仍是一個謎。其中一個解釋，是它們的軌道曾給一顆未知的巨大天體或是一顆靠近太陽系的恆星拉遠的。
2004年，美國史密松恩天文物理天文台的Scott Kenyon與猶他大學的Benjamin Bromley等人指出，距今40多億年前，曾經有一顆恆星接近太陽，透過它們的引力，太陽從這顆恆星上擄獲了一些小型天體，而環繞太陽公轉的一些天體也給該顆恆星擄走。2000 CR105這樣奇特的軌道，使他們認為這顆天體可能是太陽擄獲的天體之一。

## 外部連結
- 2000 CR105的軌道模擬圖 (NASA)
- 曾有顆恆星與我們太陽「交換禮物」[永久]